# ویروی
ویروی (پارسی میانه: Wīrōy) یکی از نجیب‌زادگان ساسانی در سده سوم میلادی در زمان حکومت شاپور یکم بود.

## زندگی

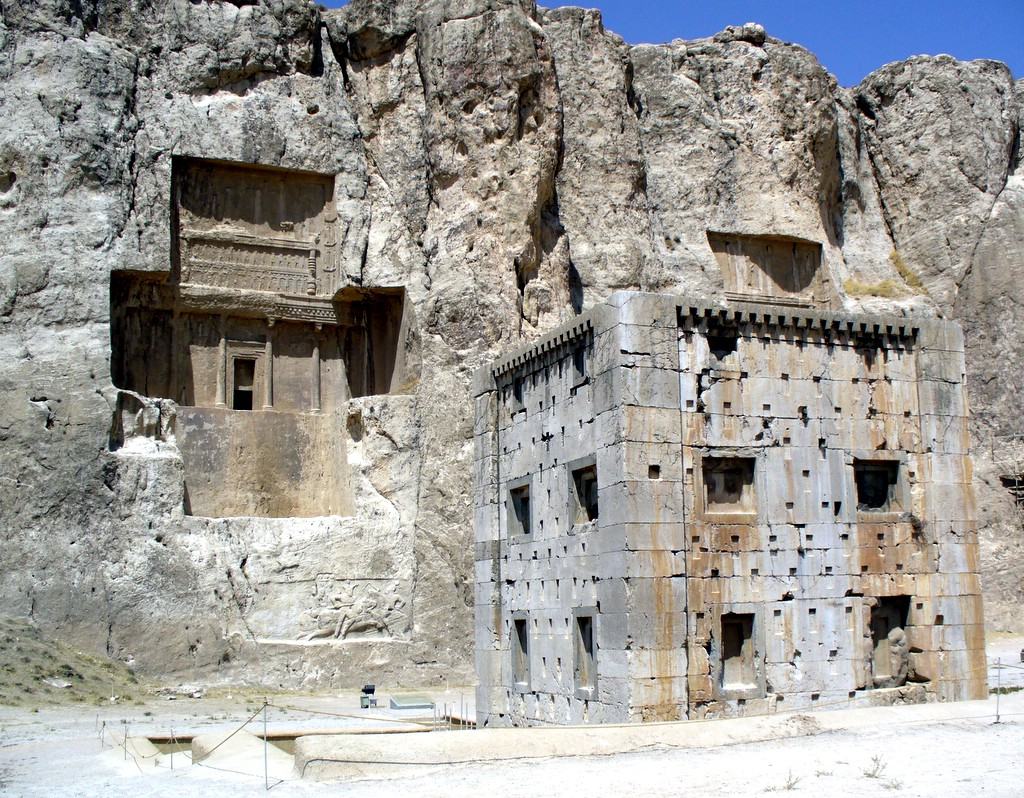
کعبه زرتشت، جایی که سنگ‌نوشته شاپور یکم حک شده‌است

از او در سنگ‌نوشته شاپور یکم بر کعبه زرتشت به عنوان بازاربد (رئیس بازار؛ پارسی میانه: wāzārbed) یاد شده‌است و با توجه به جایگاهش او احتمالاً یک خواجه بود. او در این سنگ‌نوشته در میان ۶۷ نجیب‌زاده در رتبهٔ پنجاه‌وهشتم قرار دارد. اطلاعات دیگری از زندگی او در دست نیست.